# Official Handbook of the Marvel Universe
Il Official Handbook of the Marvel Universe (lett. "Manuale ufficiale dell'universo Marvel") è un manuale enciclopedico che descrive in dettaglio l'universo immaginario presentato nelle pubblicazioni Marvel Comics. 
La serie originale in 15 volumi fu pubblicata in formato libro a fumetti nel 1982, seguita da sporadici aggiornamenti.

## Origine
Jim Shooter, allora redattore capo della Marvel, concepì l'idea di che prevede una guida che dettaglia le statistiche in modo molto simile a quelle che si trovano sul retro delle figurine del baseball.
Questo progetto iniziale doveva essere chiamato The Marvel Super-Specifications Handbook (il titolo finale che incorpora il termine "Marvel Universe" è stato appropriato da Al Milgrom, che lo aveva usato come titolo provvisorio per la serie antologica Marvel Fanfare).
Shooter nominò Mark Gruenwald redattore del progetto, e Gruenwald sviluppò il progetto per includere tutti gli aspetti dell'Universo Marvel, anche se notò che non era completo.
Oltre a Gruenwald, gli scrittori che hanno contribuito al volume iniziale sono stati gli editori Marvel Mike Carlin, Eliot R. Brown, e Peter Sanderson. Josef Rubinstein è stato scelto da Gruenwald come unico inchiostratore dell'intero progetto ventennale perché sentiva che Rubinstein era in grado di rendere i personaggi facilmente riconoscibili e di sovvertire il proprio stile a quello del personaggio. i vari disegnatori del manuale.
I critici del Manuale (Handbook) hanno sostenuto che il livello di dettaglio della guida limitava effettivamente la capacità degli autori di innovare, un'accusa che Gruenwald ha respinto, affermando che le informazioni presentate erano solo i dati più recenti ed erano soggette a modifiche. Sanderson, uno degli autori della guida originale, ha osservato che "Mark ha cercato di rendere i superpoteri dei personaggi Marvel una base quanto più solida possibile nella scienza reale. Dopo la prima versione del "Handbook", Mark ha deciso che alcune spiegazioni erano diventate troppo complicate e mi chiedevano di semplificarle.
L'OHOTMU descrive dettagliatamente i personaggi, gli oggetti e i luoghi più significativi dell'Universo Marvel, suddividendoli in voci individuali. Le singole voci solitamente consistevano in:
- Una visione frontale di tutto il corpo del personaggio.
- Testo in prosa che descrive l'origine, i poteri e altre abilità e tratti unici del personaggio, nonché "statistiche" come luogo di nascita, alias precedenti, altezza, peso, colore dei capelli e degli occhi e così via. L'edizione originale optava solo per descrivere le "origini" dei personaggi (come acquisivano i loro poteri), concentrandosi invece fortemente su spiegazioni dettagliate su come funzionavano tali poteri. Nel supplemento del Libro dei Morti, invece, il manuale forniva intere "storie" dei personaggi deceduti, una tendenza che è stata poi adottata per il corpo principale della Deluxe Edition, permettendo che l'intera vita e carriera dei personaggi da coprire. Sono state inoltre fornite illustrazioni tecniche delle principali apparecchiature importanti con il dettaglio delle loro funzioni e caratteristiche.
- Immagini esemplificative del personaggio in azione, prese direttamente dai fumetti stessi.

Nell'originale, i personaggi erano elencati a un carattere per pagina, anche se i caratteri minori a volte erano elencati a due per pagina e i personaggi principali occasionalmente ricevevano più di una pagina. Nella "Deluxe Edition", tuttavia, ogni personaggio riceveva almeno una pagina, con i caratteri significativi che ricevevano fino a 3-5 pagine. Entrambe le edizioni avevano copertine avvolgenti che potevano essere collegate tra loro per formare un poster gigante. Alla fine degli anni '80 fu pubblicato un poster composto dai primi dodici numeri del Manuale originale. Per il poster sono stati aggiunti diversi personaggi e altri hanno ricevuto un aspetto aggiornato.
Nella Master Edition (1990–1993) la situazione è cambiata e ad ogni personaggio è stata assegnata una pagina a fogli mobili fronte-retro. Le versioni successive assegnano ai personaggi diverse lunghezze di ingresso a seconda della loro storia e importanza.

## Storia della pubblicazione
Ci sono state diverse versioni del concetto da quando è stato pubblicato per la prima volta nel 1982:
- 1982-1984: una serie di 15 numeri. I numeri 13-14 sono intitolati "Libro dei morti e degli inattivi", presentando personaggi e gruppi che all'epoca erano creduti morti o inattivi. Il numero 15 è intitolato "Libro delle armi, dell'hardware e degli accessori", contenente disegni tecnici di attrezzature come lo scudo di Captain America e gli spara-ragnatele di Spider-Man. Un numero della serie (n. 9) può essere visto nel film Explorers.
- 1985-1988: viene pubblicata un'edizione Deluxe in 20 numeri; i disegni tecnici delle apparecchiature sono incorporati nelle voci dei singoli personaggi. Sebbene numerose voci facciano riferimento a un'appendice, l'appendice dell'edizione Deluxe non è pubblicata. Questa tiratura è stata raccolta anche in formato libro tascabile a fumetto, in una serie di 10 volumi da 128 pagine. L'edizione commerciale presenta anche aggiornamenti di molti personaggi. Vengono pubblicati i supplementi per le proprietà concesse in licenza, tra cui Conan il Barbaro, G.I. Joe e i Transformers (linea di giocattoli).
- 1989: viene pubblicato un ulteriore supplemento di otto numeri alla Deluxe Edition, indicato come "Aggiornamento '89" sulla copertina. Questa serie copre principalmente nuovi personaggi ed è nota per includere numerosi non superumani. Questa serie sfoggiava anche coperture avvolgenti ma, a differenza delle versioni precedenti, queste non erano collegate tra loro.
- 1990-1993: viene pubblicata una serie di 36 numeri Master Edition, con ogni numero un pacchetto termoretraibile di pagine a fogli sciolti. È stato rilasciato anche un raccoglitore in vinile a tre anelli in cui inserire le pagine.
- 2004-2005: Vengono pubblicati supplementi one-shot a tema, come Official Handbook to the Marvel Universe: X-Men 2004. Altre voci in questa serie a tema e sottotitolata includono Spider-Man 2004; Avengers 2004; Hulk 2004; Daredevil 2004; Wolverine 2004; Età dell'oro 2004; Le donne della Marvel 2005 e Avengers 2005.
- 2006: viene pubblicata una nuova serie di 12 numeri, la nuovissima OHOTMU A-Z, con nuovi personaggi. È stata pubblicata anche una serie di numeri one-shot a tema nello stesso stile dei libri del 2004-2005, tra cui Civil War Files che si collegava a "Civil War" della Marvel. 'serie crossover. Anche il Manuale originale, l'Edizione Deluxe originale in 20 numeri e l'edizione Aggiornamento '89 sono stati ristampati in cinque volumi Essential.
- 2007: quattro numeri di A-Z Update, sei numeri a tema (tra cui World War Hulk: Gamma Files e X-Men: Messiah Complex - Mutant Files) e il primo numero di Marvel Atlas vengono pubblicati.
- 2008: Tutto il materiale dal 2004 al 2007 viene aggiornato e stampato nel set Official Handbook of the Marvel Universe A-Z Premiere HC, diviso in 14 volumi (ciascuno contenente 240 pagine). Viene pubblicato il secondo numero del Marvel Atlas. Altre pubblicazioni includevano Ultimate Secrets, All-New Iron Manual, Secret Invasion: Skrulls! e Amazing Spider-Man: Brand New Day Yearbook.
- 2009: Continua la pubblicazione del set Official Handbook of the Marvel Universe A-Z Premiere HC. Un progetto gemello del Manuale, la serie mensile dell'Indice ufficiale dell'Universo Marvel, ha iniziato la pubblicazione a gennaio. Altri titoli in uscita includono Dark Reign Files e Wolverine: Weapon X Files.